# Przestrzeń peryplazmatyczna
Przestrzeń peryplazmatyczna – warstwa ściany komórkowej bakterii Gram ujemnych, znajdująca się pomiędzy błoną zewnętrzną, a błoną komórkową. W jej skład wchodzi mureina oraz różne białka, w tym wiążące (biorące udział w procesie transportu cukrów i aminokwasów), ochronne (np. laktamazy) i enzymy hydrolityczne.
Innymi słowy, jest to obszar pomiędzy błoną zewnętrzną otoczki bakteryjnej bakterii Gram-ujemnej a błoną komórkową (cytoplazmatyczną) i stanowi przestrzeń wewnątrzbłonową ściany komórkowej.